# Harald Hein
Harald III Hein (duń. Harald 3. Hén) (ur. ok. 1041, zm. 17 kwietnia 1080) – król Danii w latach 1074 – 1080, syn Swena Estrydsena.
Zanim został królem, Harald przewodził w roku 1069 ostatniemu najazdowi wikingów na Anglię. Okazją do wykorzystania miało być niezadowolenie Anglików z rządów normandzkiego najeźdźcy Wilhelma Zdobywcy. Najazd jednak nie powiódł się i Harald powrócił do Danii, gdzie po śmierci ojca został obwołany królem.
Pomijając drobne konflikty z braćmi Erykiem Dobrym i Kanutem Świętym (wspieranych przez króla Norwegii Olafa Kyrre Pokojowego) czas panowania Haralda był czasem pokoju. Król utrzymywał nawiązane przez swojego ojca dobre stosunki z kościołem i papieżem (który popierał go w konfliktach z braćmi). Harald został również zapamiętany jako przyjazny chłopom, ponieważ często rozsądzał konflikty na korzyść ich, a nie możnych. Udostępnił również lasy królestwa dla wszystkich jego mieszkańców i zmodernizował system monetarny kraju.
Przydomek Haralda, hein/hén ("osełka"), miał wskazywać na słabość króla. Prawdopodobnie został on mu nadany przez zwolenników Kanuta Świętego.
Harald zmarł bezdzietnie 17 kwietnia 1080. Pochowany został w kościele w Dalby (Skania).